# مجلس الرقابة (حكومة البلدية)
في حكومة البلدية يكون مجلس الرقابة مجلسًا تنفيذيًا يتعامل عادة مع الشئون المالية والإدارية. والفكرة هي أن هيئة صغيرة تتكون من أربعة أو خمسة أشخاص أفضل عند اتخاذ قرارات معينة عن الهيئة الكبيرة ويعتبر مجلس المدينة غير عملي. أُدخلت مجالس الرقابة في كثير من بلديات أمريكا الشمالية في بداية القرن العشرين كنتاج لحركة إصلاح البلديات. ولم تكتسب شعبية في كثير من البلدان لأنها تميل إلى تركيز السلطة في هيئة صغيرة بينما تسلب السلطة من مجلس المدينة.
وعادة ما تتكون مجالس الرقابة من العمدة وعدة وحدات تحكم يتم انتخابهم على أساس نطاق المدينة بدلاً من أعضاء المجلس المحلي المنتخبين على أساس الدائرة الانتخابية. ونتيجة لذلك؛ فإن مجالس الرقابة أقل تمثيلاً لمختلف الآراء والمجتمعات مع آراء الأغلبية بين السكان التي تزيد نسبة ممثليها. كذلك، منذ انتخاب الناخبين لهم عن طريق أوسع انتخابات فإن المقعد في مجلس الرقابة سيكون مكلفًا للغاية بالنسبة لكثير من السياسيين المحليين مما أدى إلى أن السياسيين الأكثر ثراءً هم الأكثر احتمالاً ليصبحوا أعضاءً بالهيئة. وفي النهاية، فإن مجالس الرقابة تميل إلى إجراء لقاءاتها في جلسة سرية وليست جلسة علنية بطريقة مجالس المدينة مما يجعلها أقل عرضة للمساءلة أمام الجمهور.
وبسبب كل هذه المشكلات قامت كثير من البلديات بإلغاء مجالس الرقابة في السنوات التي تبعت الحرب العالمية الثانية. لكنها بقيت في الكثير من البلديات في ضواحي تورونتو، كندا، في ثمانينيات القرن العشرين وكذلك نورث يورك وسكاربورو وإيتوبيكوك. ومدينة لندن، أونتاريو كانت واحدة من هذه البلديات المتبقية في أمريكا الشمالية التي تحتفظ بمجلس رقابة. وأُلغيت بعد عام انتخابات البلدية في عام 2010.